# Molina Aterno

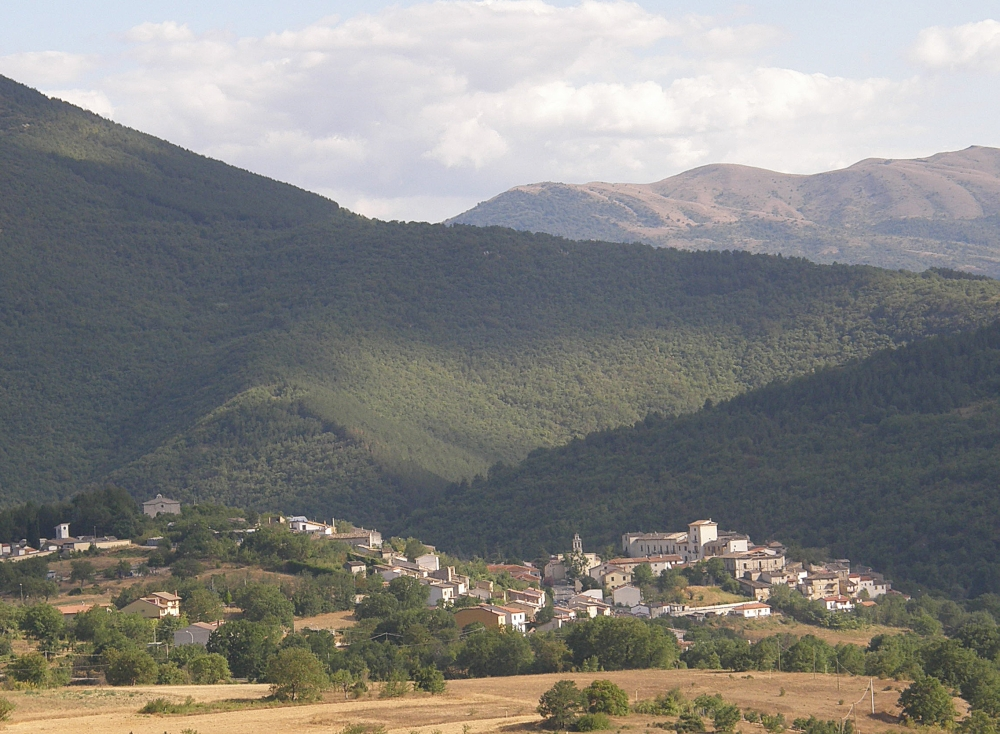
Molina Aterno

Molina Aterno là một đô thị thuộc tỉnh L'Aquila trong vùng Abruzzo Ý. Đô thị này có diện tích 11 km², dân số 463 người. Các đô thị giáp ranh gồm: Acciano, Castelvecchio Subequo, Raiano, San Benedetto in Perillis, Secinaro, Vittorito